# Vanity 6
Vanity 6 è stato un trio vocale femminile creato da Prince nei primi anni '80. Ha pubblicato un solo album da studio da cui furono tratti quattro singoli. Dopo l'abbandono della leader Denise Matthews (nota come Vanity) e il subentro di Apollonia, il trio proseguì l'attività come Apollonia 6.

## Storia
Nel 1981, uno dei numerosi progetti di Prince stava prendendo forma con il nome The Hookers: un terzetto femminile dal carattere erotico e provocante in cui erano comprese la sua fidanzata del tempo Susanne Moonsie, Brenda Bennet e Jamie Shoop. L'artista di Minneapolis intendeva fare da mentore a una futura star, sul modello del film "È nata una stella", nonché sviluppare una versione femminile del proprio personaggio sessualmente spregiudicato. Dopo che alcune demo erano già state registrate, l'incontro con Denise Matthews, al tempo compagna di Rick James, convinse Prince ad affidarle la leadership al posto della Moonsie (a cui toccò anche cedere il ruolo sentimentale, salvo riguadagnarlo più volte in seguito) e a licenziare Jamie Shoop. Prince ribattezzò  Vanity la Matthews (che aveva rifiutato il nome "Vagina") e il gruppo Vanity 6: il "sei" significava che ognuna di loro valeva il doppio del normale.
Il primo singolo a uscire fu He's so dull, seguito da Nasty Girl: entrambi furono accompagnati da video ed esibizioni televisive in cui le cantanti apparivano estremamente provocanti e vestite di lingerie. Per questo motivo la censura di stazioni radio e canali TV fu piuttosto frequente. I successivi due singoli, Drive me wild e Bite the beat non ottennero risultati commerciali apprezzabili.
Dal novembre 1982 ad aprile 1983 le Vanity 6 si esibirono come supporter di Prince nel tour di 1999. I The Time suonavano i brani rimanendo nascosti dietro a un sipario (cosa che fu fonte di non poco dissidio) per lasciare totale visibilità alle ragazze.
Nel 1983 era già stato predisposto diverso materiale per un nuovo album, tra cui la mai pubblicata Vibrator (ampiamente diffusa sul web: Vanity, alle prese con un vibratore dalle batterie scariche, per acquistarle discute con due commessi, Jill Jones e Prince, per poi raggiungere finalmente l'orgasmo), Manic Monday (affidata alle Bangles) e The Glamorous Life (passata a Sheila E.), ed era prevista la loro partecipazione nel film Purple Rain: improvvisamente Vanity abbandonò l'entourage di Prince per intraprendere una carriera solista indipendente con la Motown Records. In seguito dichiarò che l'immagine ad alto contenuto erotico che le era stata associata non era quello che desiderava. Un'altra versione riferisce che fu licenziata per avere aumentato le sue pretese economiche a poche settimane dall'inizio delle riprese.
Il suo posto fu preso da Patricia Kotero (ribattezzata Apollonia) e il gruppo mutò nome in Apollonia 6. Dopo la pubblicazione dell'album omonimo e di due singoli, il progetto fu definitivamente concluso nel 1985.

## Formazione
- Vanity (1981-1983)
- Brenda Bennett (1981-1983)
- Susan Moonsie (1981-1983)

## Discografia

### Album
- 1982 Vanity 6

### Singoli
- 1982 "He's So Dull" b/w "Make-Up"
- 1982 "Nasty Girl" b/w "Drive Me Wild"
- 1982 "Drive Me Wild" b/w "3 × 2 = 6"
- 1982 "Bite The Beat" b/w "3 × 2 = 6"